# BINK36

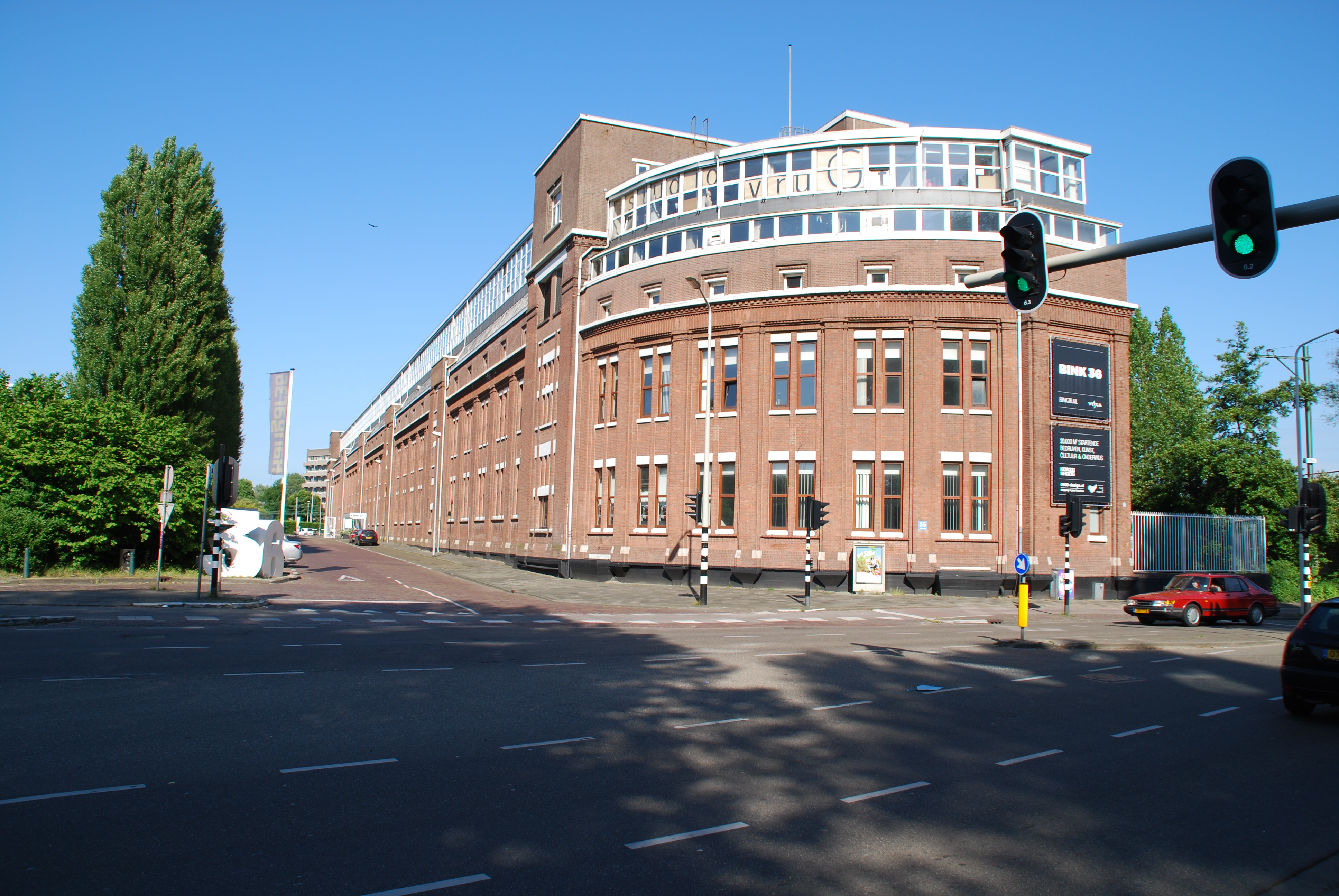
BINK36 vanaf de Binckhorstlaan

BINK36 is een creatieve hotspot in een voormalig PTT-complex van enkele gebouwen aan de Binckhorstlaan 36 in Den Haag.

## Binckhorstlaan 36
Het complex bestaat uit twee naast elkaar gelegen gebouwen op het bedrijventerrein Binckhorst, dat naast de treinsporen ligt die het Centraal Station en het Hollands Spoor verbinden.

### Voorgeschiedenis
De eerste telegraaflijn in Nederland werd in 1845 tussen Amsterdam en Den Haag in gebruik genomen door de Hollandsche IJzeren Spoorweg-Maatschappij. Hij werd gebruikt voor dienstberichten, en twee jaar later ook voor telegrammen, die door derden verzonden werden. De tweede lijn dateert uit 1851, en liep van Amsterdam naar Den Helder. Dit gaf aanleiding tot het oprichten van de Rijkstelegraaf op 7 maart 1852. Deze viel onder het Ministerie van Binnenlandse Zaken.
Het eerste telegraafkantoor in Den Haag werd op het ministerie gevestigd. Ook was er op het ministerie een kleine ruimte waar herstel- en onderhoudswerkzaamheden werden verricht. Deze herstelwerkplaats (HWP) was klein en had in 1853 slechts vijf werknemers, maar in 1860 waren het er al tien, in 1867 vijftien en in 1902 vijfenvijftig.
In 1868 kwam het tot een fusie met de posterijen, die tot dan onder het Ministerie van Financiën vielen. Ook de posterijen gingen gebruikmaken van de HWP, die al gauw ruimtegebrek had en in 1885 verhuisde naar de voormalige manege van Koning Willem III in de Kazernestraat. Later werden er diverse pakhuizen bijgehuurd en -gekocht. In 1905 werd beslist om een nieuw gebouw neer te zetten.

### Het PTT gebouw
Het complex zoals het er nu staat is in drie fases gebouwd.
De oorspronkelijke bouwplannen werden gemaakt door rijksbouwmeester D.E.C. Knuttel, bijgestaan door ir H.Th. Theeuwise (1880-1960) en diens medewerker S.F. Franco. In 1918 verhuisde de Centrale Magazijn Dienst (CMGZD) naar de Binckhorst, hoewel nog niet alles klaar was.
In de jaren dertig begon men naast de herstelwerkzaamheden ook nieuwe producten te maken. De naam van de werkplaats werd in 1932 Centrale Werkplaats (CWP). De CWP bleef tot 1933 in de Kazernestraat en ging toen ook naar de Binckhorst, waar het gebouw werd uitgebreid met een extra verdieping. Het oude gebouw werd het A-gebouw genoemd, er kwam later een B-gebouw bij, ontworpen door de hoofdarchirect van de Rijksgebouwendienst J. Crouwel, en daaraan vast in 1952 een C-gebouw. Er werd een kantine gemaakt van 950m², zodat alle werknemers tegelijk konden lunchen. Het was de grootste kantine van Den Haag.

## Bink36
Bink36 werd de nieuwe bestemming van deze (voormalige) KPN-gebouwen en huisvest nu bijna tweehonderd creatieve en innovatieve ondernemingen.